# Fineo (figlio di Belo)
Nella mitologia greca Fineo era figlio di Belo e della ninfa Anchinoe, e dunque discendente da Poseidone per parte di padre e dal Nilo per parte di madre, nonché fratello di Danao, Egitto e Cefeo.

## Il mito
Perseo aveva ottenuto in sposa Andromeda, figlia di Cefeo re d'Etiopia, dopo aver ucciso il mostro marino al quale essa era stata offerta in pasto. Fineo, zio della ragazza, ordì un piano per riprendersi Andromeda con la forza dato che la giovane donna in precedenza era stata promessa in sposa a lui. Secondo il racconto di Ovidio, Fineo radunò un gran numero di guerrieri - sia etiopi sia orientali - coi quali irruppe nella reggia di Cefeo mentre era in corso il banchetto nuziale di Perseo e Andromeda, ingaggiando quindi lotta armata contro l'eroe greco e i suoi compagni. Perseo uccise con varie armi alcuni seguaci del rivale, tra cui il giovanissimo indiano Ati e il caucasico Abaride, per poi impietrire Fineo e i duecento suoi uomini ancora vivi mostrando loro il volto della Gorgone. Secondo la versione più antica del mito, invece, Fineo tentò di rapire Andromeda col solo aiuto di Abaride, e furono entrambi trasformati in pietre.

## La figura di Fineo nella cultura moderna

### Opere d'arte
- Perseo affronta Fineo con la testa di Medusa, dipinto di Sebastiano Ricci
- Perseo, protetto da Minerva, pietrifica Fineo, dipinto di Jean-Marc Nattier
- Piatto con lotta tra Perseo e Fineo, opera decorativa di artista ignoto

### Musica
- Carl Ditters von Dittersdorf, Sinfonia n. 5, Kr. 77, una delle Sinfonie sulle Metamorfosi di Ovidio [6]